# Йефениц
Йефениц (нем. Jävenitz) — деревня в Германии, в земле Саксония-Анхальт. Входит в состав города Гарделеген района Зальцведель. 
Население составляет 1216 человек (на 31 декабря 2006 года). Занимает площадь 53,72 км².
Название деревни имеет славянское происхождение. Йефениц впервые упоминается в 1291 году.
До 31 декабря 2010 года имела статус общины (коммуны). 1 января 2011 года вошла в состав города Гарделеген.